# Комплекс Уапока

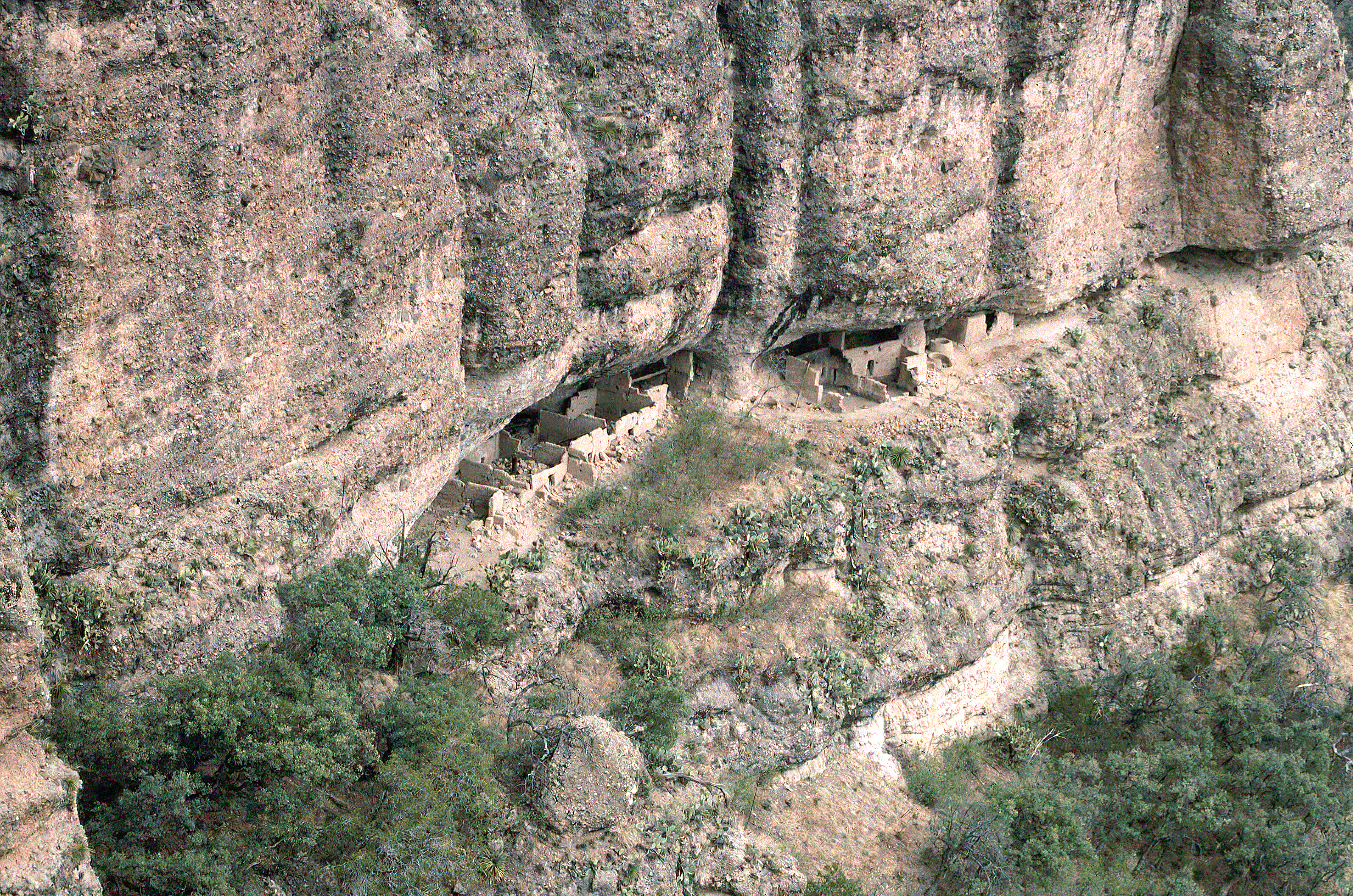
Комплекс Уапока

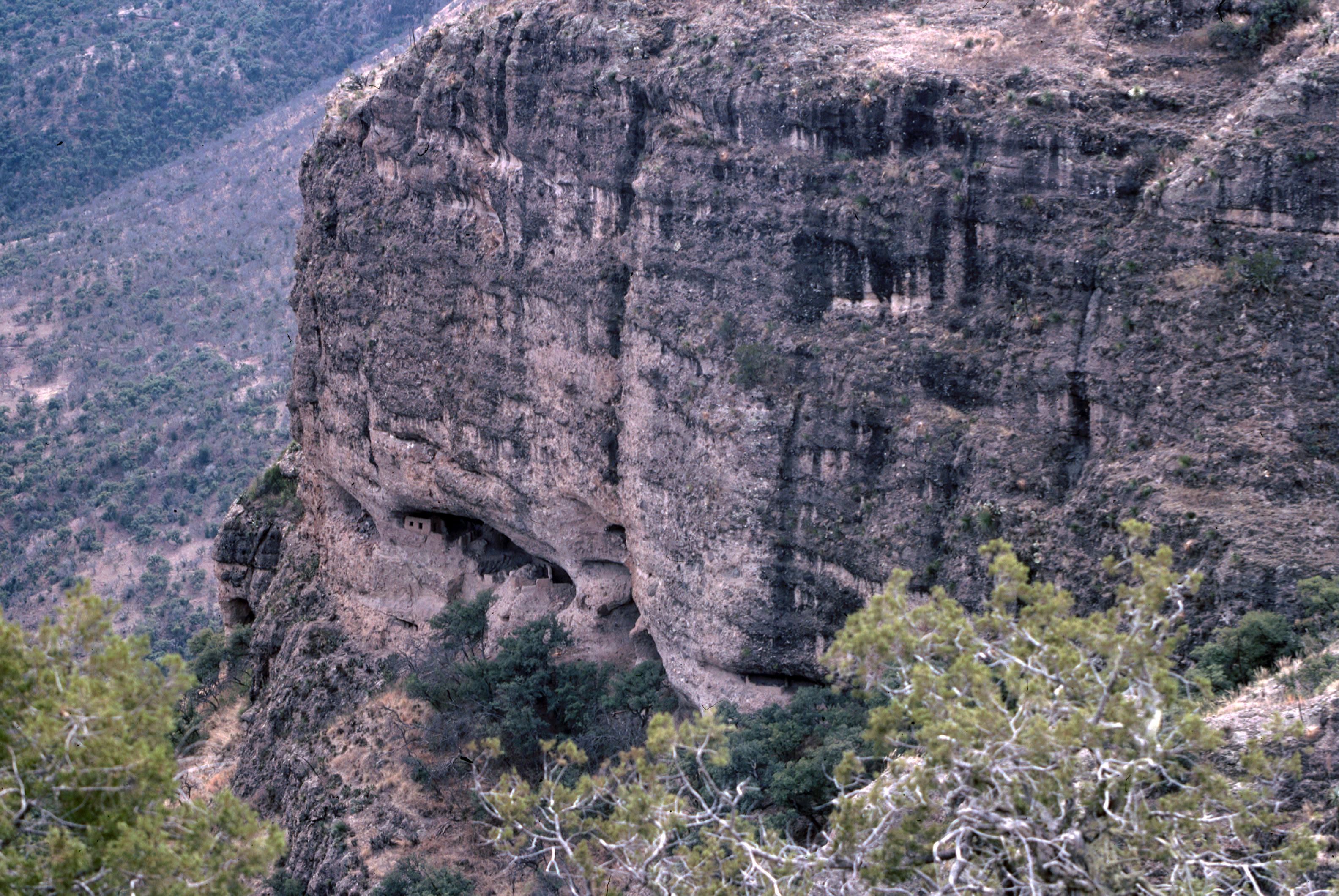
«Орлиное гнездо», Уапока

Комплекс Уапока, исп. Complejo Huapoca — группа археологических памятников на западе мексиканского штата Чиуауа. Находится примерно в 18 км (по карте; прямая дорога, ввиду пересечённой местности, отсутствует) к западу от города Мадера близ термальных источников курорта Уапока на одноименной реке.
Здесь обнаружены несколько групп домов. Некоторые из них состоят из пещерных жилищ с передней глинобитной стеной, другие — из аналогичных домов под нависающими скалистыми выступами. По архитектурной традиции и находкам, комплекс Уапока близок культурным традициям Могольон и Анасази. Подробные раскопки до сих пор не проводились.
Важнейшие из групп комплекса, доступные в настоящее время для туристов:
- Большая пещера, исп. Cueva Grande к западу от реки Уапока: сооружения в очень крупной пещере, с которой стекает водопад, некоторые — двухэтажные.
- Орлиное гнездо, исп. Nido del Aguila состоит из нескольких небольших домов под скальным выступом.
- Змеиная пещера, исп. Cueva de la Serpiente с домами внутри пещеры, с двумя входами и соединяющим их коридором, проходящим через выступ в скале.